# Ponte de Segura

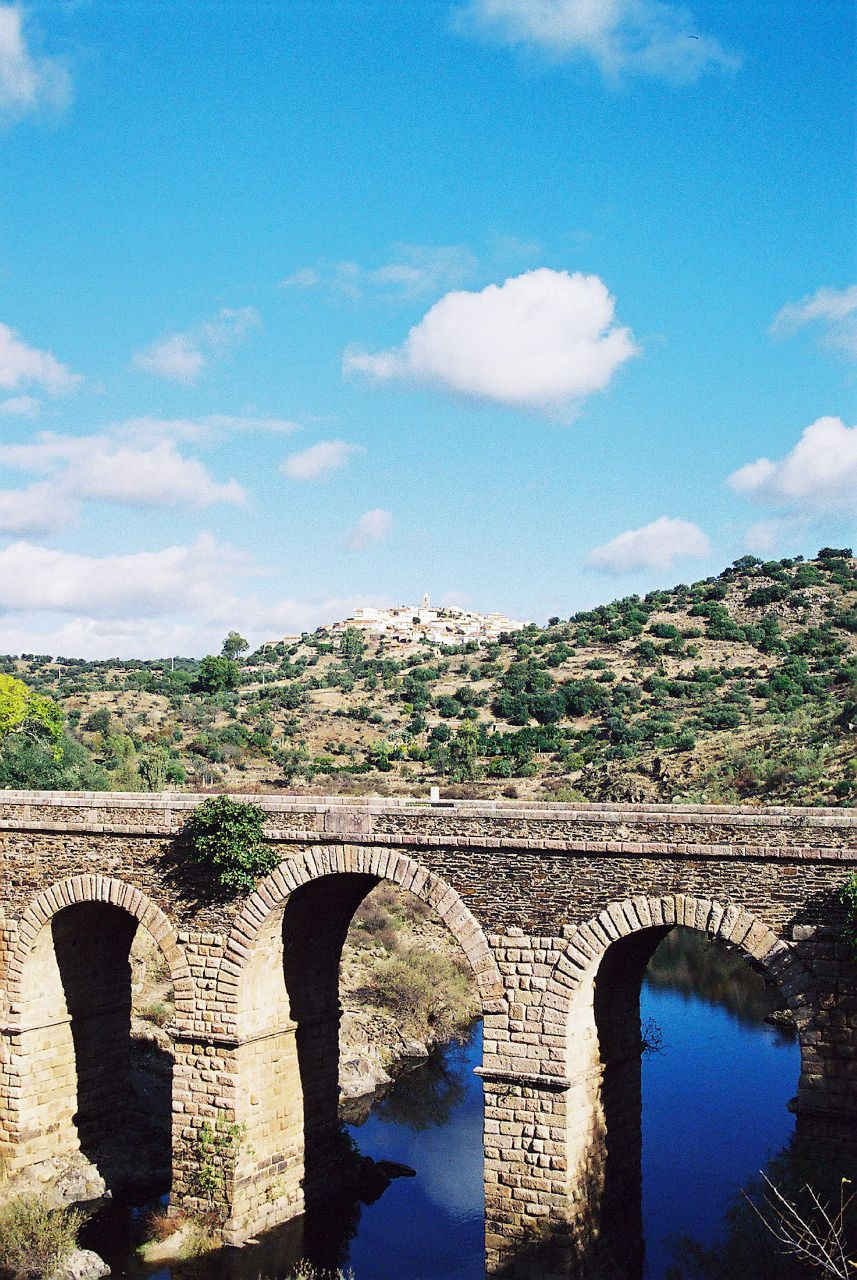
Ponte de Segura, na fronteira Portugal-Espanha

A Ponte de Segura, também referida como Ponte Romana sobre o rio Erges, é uma ponte romana localizada próximo de Segura na atual freguesia de Zebreira e Segura, Município de Idanha-a-Nova, no Distrito de Castelo Branco, Portugal.
Foi construída sob Trajano, durante o Século II, na rota que ligava Mérida, na Espanha, à antiga Egitânia (que corresponde à atual Idanha-a-Velha), em Portugal.
O monumento possuí um importante valor histórico e arquitectónico, sendo uma das únicas 4 pontes romanas de grandes dimensões que restam em território português, sem que as intervenções de restauro quinhentista e oitocentista tenham desrespeitado a tipologia original. O resultado da reconstrução de dois arcos na ponte em 1571 por pedreiros portugueses, por exemplo, é considerado por especialistas praticamente indistinguível da estrutura original. Contudo, ainda não adquiriu estatuto de património classificado. Uma vez que continua a servir a Estrada Nacional 355, em 2007 a empresa Estradas de Portugal assumiu responsabilidade por obras na estrutura em que os pilares foram reforçados com cimento e o pavimento substituído por uma laje de betão, descaracterizando permanentemente o traço romano da ponte.